# Viburnum brachyandrum
Viburnum brachyandrum är en desmeknoppsväxtart som beskrevs av Takenoshin Nakai. Viburnum brachyandrum ingår i släktet olvonsläktet, och familjen desmeknoppsväxter. Inga underarter finns listade i Catalogue of Life.